# Peter Rühmkorf
Peter Rühmkorf (Dortmund, 25 oktober 1929 - Hamburg, 8 juni 2008) was een Duitse schrijver, essayist, pamfletschrijver en dichter.

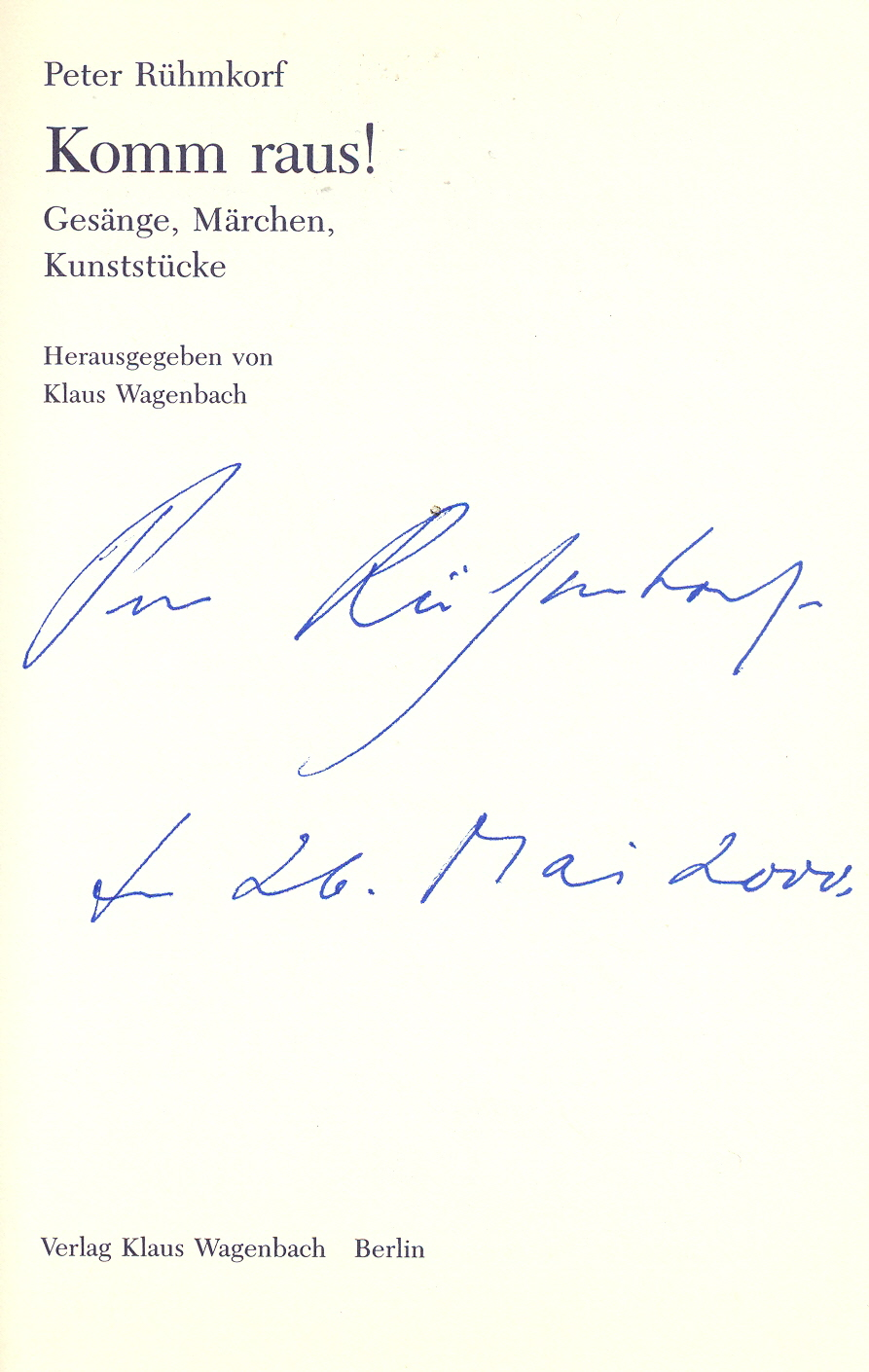
Gesigneerd boek

Hij schreef onder meer onder de pseudoniemen Leo Doletzki, Leslie Meier, Johannes Fontara, Lyng, John Frieder, Hans-Werner Weber, Harry Flieder en Hans Hingst.
Hij ontving verscheidene belangrijke Duitse literatuurprijzen, waaronder de Georg-Büchner-Preis.
Hij stierf op 78-jarige leeftijd aan de gevolgen van kanker.

## Onderscheidingen
- 1958 Hugo-Jacobi-Preis
- 1964 Stipendiat der Deutsche Akademie Rom Villa Massimo
- 1976 Stadtschreiber von Bergen
- 1976 Johann-Heinrich-Merck-Preis
- 1979 Erich Kästner Preis für Literatur der Erich Kästner Gesellschaft
- 1979 Annette-von-Droste-Hülshoff-Preis
- 1980 Alexander-Zinn-Preis
- 1980 Literaturpreis der Stadt Bremen
- 1984 Ehrengabe der Heinrich-Heine-Gesellschaft Düsseldorf
- 1986 Arno Schmidt Preis
- 1987 documenta-Schreiber
- 1988 Heinrich-Heine-Preis des Ministeriums für Kultur der DDR
- 1989 Ehrenpromotion durch die Justus-Liebig-Universität Gießen
- 1993 Georg-Büchner-Preis
- 1993 Justinus-Kerner-Preis
- 1993 Plakette der Freien Akademie der Künste in Hamburg
- 1994 Medaille für Kunst und Wissenschaft der Freien und Hansestadt Hamburg
- 1996 Preis der SWR-Bestenliste
- 1996 Walter-Hasenclever-Literaturpreis
- 1999 Ehrendoktorwürde der Philosophischen Fakultät der Georg-August-Universität Göttingen
- 2000 Carl-Zuckmayer-Medaille
- 2000 Hoffmann-von-Fallersleben-Preis für zeitkritische Literatur
- 2000 Johann-Heinrich-Voß-Preis für Literatur
- 2002 Joachim-Ringelnatz-Preis
- 2003 Nicolas-Born-Preis
- 2005 Erik-Reger-Preis
- 2009 Kasseler Literaturpreis für grotesken Humor (postum)

## Verzamelde werken
- Die Jahre die Ihr kennt. Anfälle und Erinnerungen. Werke 2. Hrsg. von Wolfgang Rasch, 1999
- Gedichte. Werke 1. Hrsg. von Bernd Rauschenbach, 2000
- Schachtelhalme. Schriften zur Poetik und Literatur. Werke 3. Hrsg. von Hartmut Steinecke, 2001
- Die Märchen. Werke 4. Hrsg. von H.Detering und S.Kerschbaumer, 2007

## Door Rühmkorf verzorgde uitgaven
- Werner Riegel: Gedichte und Prosa. Wiesbaden: Limes. 1961
- Wolfgang Borchert: Die traurigen Geranien und andere Geschichten aus dem Nachlass. Reinbek: Reowohlt. 1962
- Primanerlyrik, Primanerprosa. Eine Anthologie. Reinbek: Rowohlt. 1965
- 131 expressionistische Gedichte. Berlin: Wagenbach. 1976
- Das Mädchen aus der Volkskommune. Chinesische Comics. Reinbek: Rowohlt. 1976
- Ein Buch der Freundschaft. Remagen-Rolandseck: Rommerskirchen. 1996, mit Theo Rommerskirchen
- Arno Schmidt: Lesen ist schrecklich! Das Arno-Schmidt-Lesebuch. Zurüch: Haffmans. 1997
- Die Geschichte vom Lastkran, der eine Schiffssirene sein wollte. Prosa, Lyrik, Szene & Essays. Künzelsau: Swiridoff. 2002.

## Platen, CD's
- Im Vollbesitz meiner Zweifel – Lyrik und Jazz. Grammofoonplaat. 1963
- Warum ist die Banane krumm? Schallplatte für Kinder. 1971, met Peter Bichsel u. a.
- Der Ziegenbock im Unterrock. Kinderverse und –geschichten, gesammelt von Peter Rühmkorf. Grammofoonplaat. 1973
- Kein Apolloprogramm für Lyrik. Grammofoonplaat (met Michael Naura, Wolfgang Schlüter, Eberhard Weber). 1976 [ECM 2305801 SP]
- Phönix voran!. Grammofoonplaat (met Michael Naura, Wolfgang Schlüter, Leszek Zadlo). 1978 [ECM 2305802 SP]
- Außer der Liebe nichts. Liebesgedichte. Gelezen door Peter Rühmkorf. München: Der Hörverlag, 1999. 1 CD. (Audio Books.)
- Robert Gernhardt & Peter Rühmkorf lesen: In gemeinsamer Sache. München: Raben-Records im Heyne Hörbuch 2000. 1 MC.
- Peter Rühmkorf liest Lyrik und Prosa. Hrsg. von Harro Zimmermann und Walter Weber. Göttingen: Wallstein-Verl.; Bremen: Radio Bremen, 1999. 2 CD's.
- Rühmkorf, Enzensberger: Jahrgang 1929: Zwei Lyriker im Doppelbild. Hamburg: Hoffmann und Campe Hörbücher, NDR Audio 2002. 2 CD's.
- Günter Grass und Peter Rühmkorf lesen: Komm, Trost der Nacht. Barocklyrik. München: Der Hörverlag 2004. 1 CD.
- Peter Rühmkorf, mit Dietmar Bonnen und Andreas Schilling: Früher, als wir die großen Ströme noch …, Rühmkorf-Gedichte mit Musik, random house 2006. 1 CD.
- Paradiesvogelschiß. Gedichte. Von, für und mit Peter Rühmkorf. Hoffmann und Campe Hörbücher. 2008  1 CD

## Over Rühmkorf
- Arno Schmidt Stiftung (Hrsg.): Arno Schmidt Preis 1986 für Peter Rühmkorf, Bargfeld 1986 (mit Texten von Jan Philipp Reemtsma, Peter Rühmkorf und Arno Schmidt)
- Heinz Ludwig Arnold (Hrsg.): Text + Kritik. Zeitschrift für Literatur. Heft 97. Peter Rühmkorf. edition text + kritik, München 1988.
- Sabine Brunner: Rühmkorfs Engagement für die Kunst. Verl. Die Blaue Eule, Essen 1985.
- Peter Bekes, Michael Bielefeld: Peter Rühmkorf. : Beck, Verl. edition text + kritik, München 1982.
- Lars Clausen: Die Finisten. In: Mittelweg 36, 1992
- Frédérique Colombat-Didier: La situation poétique de Peter Rühmkorf. Lang, Bern (u.a.) 2000.
- Manfred Durzak, Hartmut Steinecke (Hrsg.): Zwischen Freund Hein und Freund Heine: Peter Rühmkorf. Studien zu seinem Werk. Rowohlt, Reinbek b. Hamburg 1989.
- Dieter Lamping, Stephan Speicher (Hrsg.): Peter Rühmkorf. Seine Lyrik im Urteil der Kritik. Bouvier, Bonn 1987.
- Wolfgang Rasch: Blumen-, Frucht- und Dornenstücke aus dem Archiv von Peter Rühmkorf in Hamburg. In: Zeitdiskurse. Reflexionen zum 19. und 20. Jahrhunderts als Festschrift für Wulf Wülfing. Hg. von Roland Berbig, Martina Lauster und Rolf Parr. Synchron Verlag, Heidelberg 2004 (Darin u.a. über Rühmkorfs Studienzeit in Hamburg.) ISBN 3-935025-55-6, S. 425–442.
- Ders.: Bibliographie Peter Rühmkorf. Aisthesis, Bielefeld 2004. 2 Bände, zusammen 814 Seiten (Band 1: Primärliteratur; Band 2: Sekundärliteratur). (Bibliographien zur deutschen Literaturgeschichte Band 13) ISBN 3-89528-476-9.
- Herbert Uerlings: Die Gedichte Peter Rühmkorfs. Subjektivität und Wirklichkeitserfahrung in deutschen Lyrik.. Bouvier, Bonn 1984.
- Theodor Verweyen: Eine Theorie der Parodie. Am Beispiel Peter Rühmkorfs. Fink, München 1973.

## Films
- Kleine Anweisung zum glücklichen Leben. 1963
- Schwarz-Weiß-Rot. 1964
- Abends wenn der Mond scheint. 1964
- Zurück zur Kultur. 1968
- Ein Mann ohne Ufer. Auf den Spuren von Hans Henny Jahnn. 1980, zusammen mit Paul Kersten
- Wortwechsel. Peter Rühmkorf im Gespräch mit Gabriele von Arnim, Produktion: Südwestfunk, 1996, 30 Min.
- „Das Literarische Quartett. Zum 50. Todestag von Bertolt Brecht“, mit Marcel Reich-Ranicki, Hellmuth Karasek, Iris Radisch und Peter Rühmkorf als Gast, Produktion: ZDF, Erstausstrahlung: 11. August 2006, (Besprechung der FAZ)

## Interviews
- „Die Pariser Philosophen sind banal“, Arbeiter-Zeitung, 1989, Günter Kaindlstorfer im Gespräch mit Peter Rühmkorf
- „Wir alle spielten gern mit Waffen“, Süddeutsche Zeitung, 24. April 2007
- „Ich bin ein Glücksprophet“, Die Zeit, 27. März 2008

- Bibsys: 90193757
- Bibliothèque nationale de France: cb11953862c (data)
- CiNii: DA01894458
- Gemeinsame Normdatei: 118603957
- International Standard Name Identifier: 0000 0003 6859 2033
- Library of Congress Control Number: n50022486
- Nationale Bibliotheek van Letland: 000057504
- MusicBrainz: f1befe4f-1f51-4cee-97d1-dfb1d137a7e0
- Nationale Bibliotheek van Tsjechië: jn19990007272
- Nationale bibliotheek van Australië: 36536008
- Nationale Bibliotheek van Israël: 987007463425805171
- Nationale Bibliotheek van Polen: a0000003149066
- Nationale en Universitaire bibliotheek Zagreb: 000533550
- Nederlandse Thesaurus van Auteursnamen: 068750560
- Istituto Centrale per il Catalogo Unico: TO0V077860
- LIBRIS: 312868
- Système universitaire de documentation: 029167140
- Trove: 1278779
- Virtual International Authority File: 73861894
- WorldCat: E39PBJvxty79QJQGjjGdq9PbBP